# Charles Panzéra
Charles Panzéra est un baryton suisse, né à Genève le 16 février 1896 et mort à Paris le 5 juillet 1976. Il est « l'une des plus grandes voix classiques du XXe siècle » et a laissé « des disques d'une exceptionnelle valeur ». Ses traits nous restent fixés par un portrait dû à Émile Bouneau et conservé à la Bibliothèque nationale de France.

## Biographie
Charles Auguste Louis Panzéra fait ses études au Conservatoire de Paris dans la classe d'Amédée-Louis Hettich. Il doit interrompre ses études à cause de son engagement dans l'armée française durant la Première Guerre mondiale. Deux fois blessé, il peut néanmoins poursuivre et terminer ses études. Il fait ses débuts à l'opéra dans le rôle d'Albert du Werther de Massenet  à l'Opéra-Comique en 1919. Il y reste pendant trois saisons, excellant dans plusieurs rôles comme celui de Jahel dans l'opéra Le Roi d'Ys d'Édouard Lalo, de Lescaut dans Manon de Massenet et plus longuement dans Pelléas et Mélisande de Debussy.
Alors étudiant du Conservatoire, il rencontre son directeur Gabriel Fauré qui l'oriente vers l'interprétation de la musique de chambre vocale. Il y rencontre aussi une étudiante pianiste, Magdeleine Baillot, qui deviendra son épouse et accompagnatrice pendant toute leur existence.
Fauré dédie à Panzéra son cycle de mélodies intitulé L'Horizon chimérique, pour une voix et piano, composé à l'automne 1921.
Outre Fauré avec qui il travaille, il crée de nombreuses compositions de Vincent d'Indy, Albert Roussel, Guy Ropartz, Arthur Honegger, Darius Milhaud et de beaucoup d'autres auteurs.
En 1949, il est nommé professeur au Conservatoire de Paris et le restera jusqu'en 1966. Il a eu notamment le chanteur Bernard Cottret, le musicologue Alain Daniélou et la soprano Caroline Dumas, la soprano Christiane Eda-Pierre et la chanteuse et pianiste Janine Lachance parmi ses élèves. Il donne des cours de chant à Roland Barthes.
Sa fille, Christiane Panzéra, agrégée de philosophie et psychanalyste, a épousé le critique littéraire Max Milner.

## Enregistrements
À la suite du succès de la première de L'Horizon chimérique, Panzéra est contacté immédiatement par le français HMV pour faire des enregistrements. À la suite de ce 13 mai, il sera très souvent sollicité, en compagnie de Magdeleine Panzéra-Baillot avec laquelle il continue d'enregistrer un répertoire extrêmement important jusqu'au début de la guerre en 1940. 
À côté d'une large sélection de mélodies de Fauré, Duparc, Saint-Saëns, Caplet et de bien d'autres auteurs, Panzéra montra son intérêt pour les lieder allemands, par exemple lorsqu'il fit graver le célèbre cycle des Dichterliebe (les « Amours du Poète ») de Schumann, avec Alfred Cortot au piano en 1935. En juin 1935, il enregistre le Chant des Croix-de-feu et des Volontaires nationaux de Gabriel Boissy et Claude Delvincourt, interprété à la suite d'un discours du colonel de La Rocque.
Il enregistra aussi des extraits d'opéras provenant de ce qu'on a pu appeler le « grand répertoire ». Celui-ci comprenait déjà quelques partitions « anciennes » tirées des tragédies lyriques de Jean-Baptiste Lully. Panzéra sut aussi faire vivre de la musique d'inspiration religieuse, à travers les œuvres d'un compositeur un peu postérieur, Jean-Sébastien Bach. Il aborda également les opéras (ainsi que d'autres types d'œuvres) d'auteurs germaniques comme Mozart, Beethoven et Wagner.
Il participa à une production et à l'enregistrement de La Damnation de Faust de Berlioz (1934, direction Piero Coppola) et se fit apprécier, en 1927, dans de larges parties de Pelléas et Mélisande, unique opéra de Claude Debussy.
Ce baryton Martin à la voix d'une parfaite homogénéité s'est illustré aussi bien dans la mélodie et l'opéra que dans l'oratorio : c'est ainsi qu'il participa également à l'enregistrement historique de la Danse des morts d'Arthur Honegger, sous la direction de Charles Munch (1941).

### Discographie
Beaucoup des enregistrements mentionnés ci-dessus ont été réédités par EMI au Japon et en France, comme ceux de Dante-Lys de France. Pearl (Pavilion Records) a réédité plusieurs coffrets d'une valeur inestimable incluant Pelléas. Testamant a réédité la collection LP originale « The EMI Record of Singing » sous la forme de coffrets de CD remastérisés.

## Écrits
- L'Art de chanter (Paris, 1945)
- L'Amour de chanter (Paris, 1957), illustrations d'Émile Bouneau, H. Lemoine et Cie
  - Prix Montyon de l’Académie française
- L’Art vocal : 30 leçons de chant (Paris, 1959)
- Votre voix : directives générales (Paris, 1967)